# KIAA1024L
KIAA1024L (англ. KIAA1024 like) – білок, який кодується однойменним геном, розташованим у людей на 5-й хромосомі. Довжина поліпептидного ланцюга білка становить 190 амінокислот, а молекулярна маса — 21 573.
| 10         |  | 20         |  | 30         |  | 40         |  | 50         |
| ---------- |  | ---------- |  | ---------- |  | ---------- |  | ---------- |
| MDLSVLPNNN |  | HPDKFLQLDV |  | KSLTRSSALL |  | QASLVRFPGG |  | NYPAAQHWQN |
| LVYSQREKKN |  | IAAQRIRGSS |  | ADSLVTADSP |  | PPSMSSVMKN |  | NPLYGDLSLE |
| EAMEERKKNP |  | SWTIEEYDKH |  | SLHTNLSGHL |  | KENPNDLRFW |  | LGDMYTPGFD |
| TLLKKEEKQE |  | KHSKFCRMGL |  | ILLVVISILV |  | TIVTIITFFT |  |            |

A: Аланін

C: Цистеїн

D: Аспарагінова кислота

E: Глутамінова кислота

F: Фенілаланін

G: Гліцин

H: Гістидин

I: Ізолейцин

K: Лізин

L: Лейцин

M: Метіонін

N: Аспарагін

P: Пролін

Q: Глутамін

R: Аргінін

S: Серин

T: Треонін

V: Валін

W: Триптофан

Кодований геном білок за функцією належить до фосфопротеїнів. 
Локалізований у мембрані.